# Federico Flora
Federico Flora (Pordenone, 3 luglio 1867 – Chiusi, 1º maggio 1958) è stato un economista, giornalista e politico italiano.

## Biografia
Docente di scienza delle finanze e diritto finanziario a Catania e poi a Bologna, ha fatto parte di numerose commissioni scientifiche e tecniche ed è stato consigliere di amministrazione delle Ferrovie dello Stato. Ha svolto una vasta attività giornalistica, specie sui temi di economia, collaborando coi giornali L'Adriatico, Il Caffaro, La Stampa e Il Resto del Carlino, di cui è stato anche direttore. Ha presieduto la Banca popolare di credito di Bologna.